# Benedikt Dema
Benedikt Dema (ur. 28 kwietnia 1904 we wsi Boriç jako Mark Dema, zm. 22 marca 1971 w Szkodrze) – albański franciszkanin, nauczyciel, publicysta, leksykograf i encyklopedysta. Autor słownika słownika albańskiego oraz słownika encyklopedycznego; opublikował łącznie ponad 50 artykułów i opracowań naukowych oraz publikacji.
Jako publicysta udzielał się w czasopismach Zani i Shna Ndout oraz Hylli i Drita pod pseudonimami Ben-dea oraz P. B. D.

## Życiorys
Po ukończeniu 5-letniej franciszkańskiej szkoły podstawowej w Szkodrze wyraził chęć wstąpienia do Zakonu Braci Mniejszych; którego stał się członkiem dnia 12 września 1920 roku oraz zmienił imię Mark na Benedikt. Kontynuował naukę w latach 1921-1924 w szkole franciszkańskiej przez księdza Gjergja Fishtę; w celu pogłębienia wiedzy teologicznej został wysłany na studia filozoficzno-teologiczne na Papieskim Uniwersytecie Antonianum w Rzymie, po których ukończeniu przyjął święcenia kapłańskie w dniu 7 kwietnia 1928 roku.
W latach 1937–1946 pełnił obowiązki redaktora naczelnego czasopisma Zani i Shna Ndout, następnie był dyrektorem jednej z drukarni oraz szkoły średniej Illyricum, w której również nauczał geografii i religii oraz projektował podręczniki do matematyki.
Pełnił posługę duszpasterską jako proboszcz od 1952 do zdelegalizowania działalności związków wyznaniowych w ramach rewolucji ideologicznej i kulturalnej w 1967 roku.
W czerwcu 1967 roku ubiegał się do albańskich władz o opublikowanie słownika encyklopedycznego, nad którym pracował od 1949 roku; nie została jednak wydana, a Demie skonfiskowano większość książek. Słownik ten jest złożony z siedmiu tomów (pierwszy liczy sobie 1156 stron), aktualnie znajduje się w Centralnym Archiwum Państwowym. Poświęcony medycynie jeden z tomów został sporządzony na podstawie notatek szlachcica Luigja Bushatiego oraz po 1976 roku był używany przez historyków.
Benedikt Dema zmarł 22 marca 1971 roku w szpitalu w Szkodrze. Znał jęzki grecki, łaciński, włoski, francuski i niemiecki.

## Prace naukowe[7]
- Nji dorëshkrim i vjetit 1671 mbi Shqypnín (1923)
- Shqypnija katolike në vjetin 1671 (1933)
- Kontributi i rregulltarve per zhvillimin e kulturës së pergjithët (1934)
- Jeta e krishtenë (1941)
- Paraqitja e gjendjes etnologjike në Balkan (1943)
- Shtypi Françeskan në Shqypni (1943)
- Mesimi i besimit katolik (1944)

## Życie prywatne
Syn Pjetëra i Rozy.